# Seymour (miasto w hrabstwie Eau Claire)
Seymour – miasto w Stanach Zjednoczonych, w stanie Wisconsin, w hrabstwie Eau Claire.